# نیام سینه‌ای
نیام سینه‌ای یا فاسیای پکتورال (انگلیسی: Pectoral fascia) لایه‌ای نارک است که سطح ماهیچه سینه‌ای بزرگ را پوشانده و زائده‌های متعددی را به لابه‌لای دسته‌های ماهیچه‌ای این ماهیچه وارد کرده‌است. نیام سینه‌ای در خط وسطی به جلوی جناغ، و در سمت بالا به ترقوه می‌پیوندد. این نیام از سوی کنار و پایین در امتداد نیام شانه، زیر بغل و سینه قرار گرفته‌است.